# Беляев, Сергей Петрович
Серге́й Петро́вич Беля́ев (1847—1911) — русский лесопромышленник, член III Государственной думы от города Санкт-Петербурга.

## Биография
Православный. Потомственный почётный гражданин. Сын лесопромышленника Петра Абрамовича Беляева (1800—1880). Землевладелец (450 десятин), домовладелец Санкт-Петербурга (5 домов, в том числе дом по Николаевской улице, 15).
Окончил училище святого Петра в Петербурге и Санкт-Петербургский университет по юридическому факультету (1872). По окончании университета некоторое время занимался адвокатурой и состоял помощником присяжного поверенного.
С 1884 года всецело посвятил себя лесопромышленной деятельности, продолжая дело отца и старшего брата Митрофана Петровича. Был председателем правления торгового товарищества «Петра Беляева наследники и К°», занимавшегося заготовкой и торговлей лесом и пиломатериалами в северных губерниях России и заграницей, а также председателем правления торгового дома «П. Беляева наследники». Кроме того, в разные годы состоял: членом коммерческого суда, членом Санкт-Петербургского биржевого комитета, членом совета Государственного банка, председателем Северного сельскохозяйственного общества и членом Совета торговли и мануфактур.
Занимался и общественной деятельностью. С 1874 года избирался гласным Санкт-Петербургской городской думы, Шлиссельбургского уездного и Санкт-Петербургского губернского земских собраний, почетным мировым судьей. После земской контрреформы 1890 года выборные должности оставил. С провозглашением Октябрьского манифеста принял участие в организации Союза 17 октября, был членом ЦК партии и её Санкт-Петербургского городского совета.
В 1907 году был избран в члены III Государственной думы от Санкт-Петербурга 1-м съездом городских избирателей. Входил во фракцию октябристов. Состоял председателем комиссии о торговле и промышленности, секретарём комиссии по рабочему вопросу, а также членом финансовой комиссии. Выступал за создание «думского центра», который бы объединил октябристов, прогрессистов и часть кадетов. Стал одним из организаторов и членом совета Торгово-промышленной группы, состоявшей из членов Государственной думы и Государственного совета.
Скончался во время лечения в 1911 году в Лозанне (Швейцария). 
Был женат на Елене Васильевне Беляевой (урожд. Любич). Сыновья Николай, Пётр, Сергей и дочь Екатерина.